# 菲利盖拉
菲利盖拉（義大利語：Filighera），是意大利帕维亚省的一个市镇。总面积8平方公里，人口861人，人口密度107.6人/平方公里（2009年）。国家统计（ISTAT）代码为018063。